# Pléyone

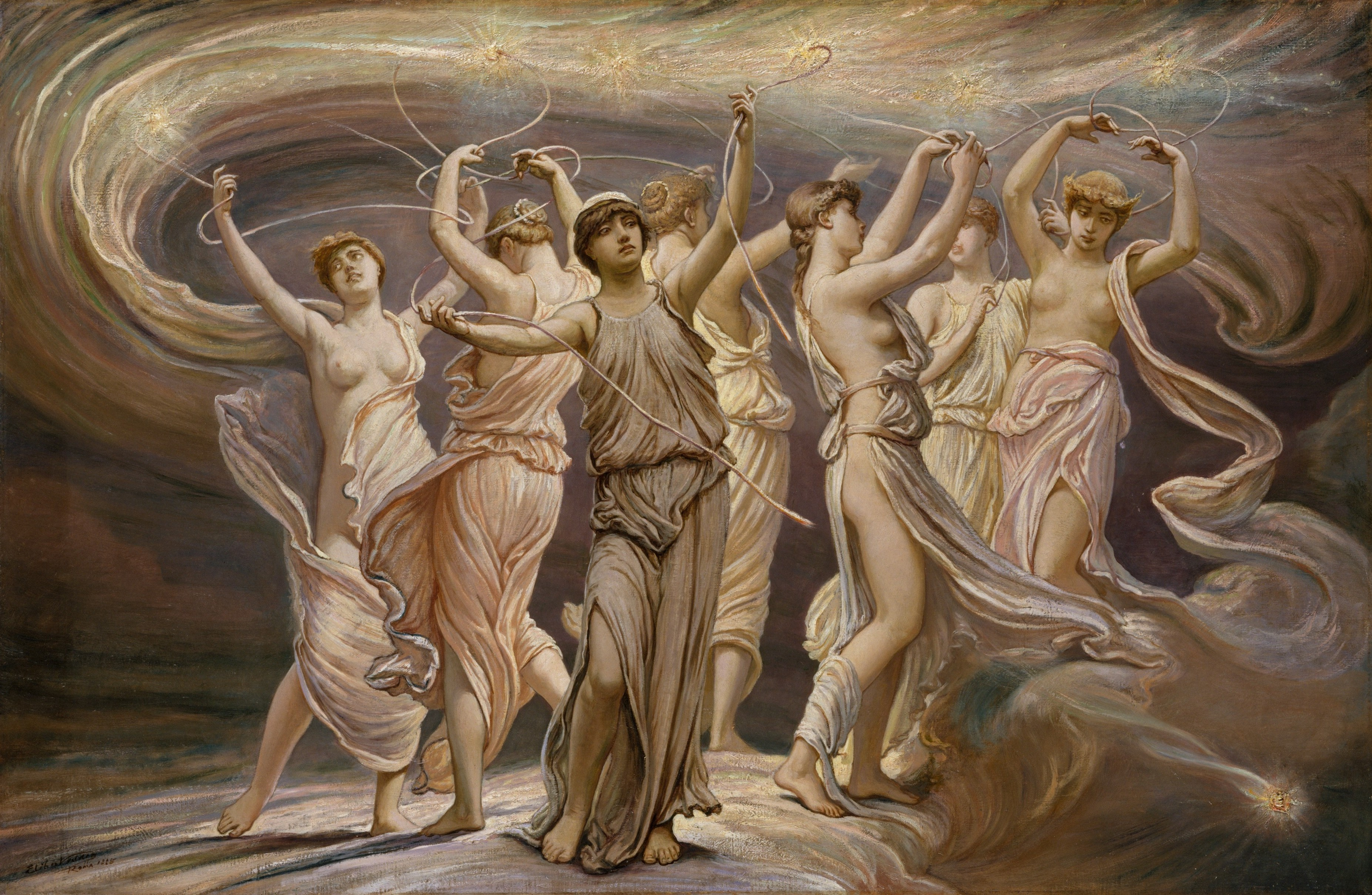
The Pleiades The Pleiadeslabel QS:Lfr,"Les Pléiades" label QS:Len,"The Pleiades"

Pléyone o Pleíone (en griego, Πληϊόνη) es en la mitología griega una oceánide, hija de Océano y de la titánide Tetis. De su unión con el titán Atlas nacieron en Cilene (Arcadia) las Pléyades, las Híades y un hijo llamado Hiante.
Pléyone y las Pléyades fueron perseguidas por el cazador Orión durante cinco o siete años, hasta que fueron transformadas en palomas y posteriormente catasterizadas en estrellas de la constelación de Tauro por Zeus.
Las Híades, por otra parte, fueron también transformadas en estrellas de la constelación de Tauro, como sus hermanas, pero en esta ocasión circulan dos versiones diferentes acerca de los motivos de este catasterismo: pudo ser un premio por haber cuidado al infante Dioniso y haberlo entregado a Ino o también pudo ser por haber sido consumidas por el llanto después de la muerte de su hermano Hiante por obra de un jabalí, un león o una serpiente.